# Château de La Barbelinière
Le château de La Barbelinière est situé sur la commune de Thuré, dans le département de la Vienne.

## Historique
Au XVe siècle, le château est fortifié par Jean de Marconnay. La seigneurie passe à Pierre Certany, écuyer et officier de finance au XVIIe siècle, à Jacques Jaunier reprit la Barbelinière en 1669. En 1714, François Creuzé, seigneur de Brenusson se porte acquéreur de la terre de Barbelinière et autres fiefs situés paroisse de Thuré passée à ses neveux, qui la vendirent à Joseph-Michel Cadet, munitionnaire pour le Roi à Québec et à Montréal, au XVIIIe siècle, qui l'acquiert pour 800 000 livres en 1766, à la suite d'une adjudication.
En 1822, Robert-Auguste Creuzé (1779-1842), député-maire de Châtellerault, reprit la propriété et ne cessa de l’augmenter par de petits et grands achats, visant à enclore un vaste domaine. À sa mort en 1842, elle passe à son fils le banquier Jacques-Augustin Creuzé, puis par héritage à la famille de Laubier, Bouvais de La Fleuriaye, puis à la famille du Réau de La Gaignonnière qui la vend. Elle est reprise par la famille de Renty et passe en héritage à la famille de Bonafos de Bélinay (actuels propriétaires du château).